# 24. Tony-gála
A 24. Tony-gála az 1969/1970-es szezon legjobb Broadway színházi alakításait értékelte. A díjátadót 1970. április 19-én tartották a New York-i Mark Hellinger Theatreben, a műsor házigazdái Julie Andrews, Shirley MacLaine és Walter Matthau voltak. A gálát az NBC televízióadó közvetítette élőben.

## Győztesek és jelöltek
A nyertesek félkövérrel jelölve.
| Legjobb színdarab | Legjobb musical |
| --- | --- |
| - Borstal Boy – Frank McMahon - Child's Play – Robert Marasco - Indiánok – Arthur Kopit - Az utolsó hősszerelmes – Neil Simon                                                           | - Taps - Coco - Purlie |
| Legjobb férfi főszereplő színdarabban | Legjobb női főszereplő színdarabban |
| - Fritz Weaver – Child's Play (Jerome Malley) - James Coco – Az utolsó hősszerelmes (Barney Cashman) - Frank Grimes – Borstal Boy (Young Behan) - Stacy Keach – Indiánok (Buffalo Bill) | - Tammy Grimes – Magánélet (Amanda Prynne) - Geraldine Brooks – Brightower (Sara Brightower) - Helen Hayes – Barátom, Harvey (Veta Louise Simmons)                                                                       |
| Legjobb férfi főszereplő musicalben | Legjobb női főszereplő musicalben |
| - Cleavon Little – Purlie (Purlie) - Len Cariou – Taps (Bill Sampson) - Robert Weede – Cry for Us All (Edward Quinn)                                                                    | - Lauren Bacall – Taps (Margo Channing) - Katharine Hepburn – Coco (Coco Chanel) - Dilys Watling – Georgy (Georgina 'Georgy' Parkin)                                                                                     |
| Legjobb férfi mellékszereplő színdarabban | Legjobb női mellékszereplő színdarabban |
| - Ken Howard – Child's Play (Paul Reese) - Joseph Bova – The Chinese and Dr. Fish (Mr. Lee) - Dennis King – Hazafit nekünk! (Baron von Epp)                                             | - Blythe Danner – A pillangók szabadok (Jill Tanner) - Alice Drummond – The Chinese and Dr. Fish (Mrs. Lee) - Eileen Heckart – A pillangók szabadok (Mrs. Baker) - Linda Lavin – Az utolsó hősszerelmes (Elaine Navazio) |
| Legjobb férfi mellékszereplő musicalben | Legjobb női mellékszereplő musicalben |
| - René Auberjonois – Coco (Sebastian Baye) - Brandon Maggart – Taps (Buzz Richards) - George Rose – Coco (Louis Greff)                                                                  | - Melba Moore – Purlie (Lutiebell Gussie Mae Jenkins) - Bonnie Franklin – Taps (Bonnie) - Penny Fuller – Taps (Eve Harrington) - Melissa Hart – Georgy (Meredith)                                                        |
| Legjobb színdarabrendező | Legjobb musicalrendező |
| - Joseph Hardy – Child's Play - Milton Katselas – A pillangók szabadok - Tómas Mac Anna – Borstal Boy - Robert Moore – Az utolsó hősszerelmes                                           | - Ron Field – Taps - Michael Benthall – Coco - Philip Rose – Purlie |
| Legjobb koreográfia | Legjobb díszlettervezés |
| - Ron Field – Taps - Michael Bennett – Coco - Grover Dale – Billy - Louis Johnson – Purlie                                                                                              | - Jo Mielziner – Child's Play - Howard Bay – Cry for Us All - Ming Cho Lee – Billy - Robert Randolph – Taps |
| Legjobb jelmeztervezés | Legjobb látványtervezés |
| - Cecil Beaton – Coco - Ray Aghayan – Taps - W. Robert Lavine – Jimmy - Freddy Wittop – Hazafit nekünk!                                                                                 | - Jo Mielziner – Child's Play - Tharon Musser – Taps - Thomas Skelton – Indiánok |

### Különdíjak
- Sir Noël Coward
- Alfred Lunt
- Lynn Fontanne
- New York Shakespeare Festival
- Barbra Streisand[1]

## Előadott számok
- Taps ("Applause" - Bonnie Franklin/"Welcome to the Theatre" - Lauren Bacall)
- Coco ("Always Mademoiselle" - Katharine Hepburn)
- Purlie ("I Got Love" - Melba Moore/"Walk Him up the Stairs" - Cleavon Little)

## Műsorvezetők
A gálán az alábbi műsorvezetők működtek közre:
- Clive Barnes
- Mia Farrow
- Elliott Gould
- Claire Bloom
- Michael Caine
- Jack Cassidy
- David Frost
- Cary Grant
- Patricia Neal
- George C. Scott
- James Stewart
- Maggie Smith
- Robert Stephens

## Fordítás
- Ez a szócikk részben vagy egészben  a(z)   24th Tony Awards című angol Wikipédia-szócikk fordításán alapul.  Az eredeti cikk szerkesztőit annak laptörténete sorolja fel. Ez a jelzés csupán a megfogalmazás eredetét és a szerzői jogokat jelzi, nem szolgál a cikkben szereplő információk forrásmegjelöléseként.